# فرح‌آباد (ساری)
فرح‌آباد ساری شهری در استان مازندران است که در شمال شهر ساری قرار دارد و مرکز بخش رودپی شمالی در شهرستان ساری می‌باشد.

## بنیانگذاری
در سفرنامه دن گارسیا اینگونه آمده‌است: «گروهی از طایفهٔ انیل و جمعی از گرجی‌ها که در زگم و آن حدود می‌بودند تا دو سه هزار خانوار اراده رفتن دارالامان مازندران و دارالمومنین استرآباد کردند و حسب الفرمان قضا جریان دست تعرض از ایشان کوتاه گشته روانهٔ آن‌سو بشدند و به سلامت به فرح آباد رسیده طرح اقامت انداختند».
شاه عباس بعد از تعلیق جنگ میان ایران و عثمانی در سال ۱۰۲۰ ق، در مازندران موقعیت جغرافیایی روستای طاهان در کنار رود تجن را پسندید و دستور داد برایش کاخ زیبایی در آنجا ساخته شود و بعداً آن را فرح آباد نامید.
شاه عباس به آبادانی فرح‌آباد همت گماشت و برای این کار گرجی‌ها و ارامنه را بدان شهر آورد و برای اینکه مهاجران زندگی آسوده‌ای داشته باشند هر کدام را به کاری که در آن مهارت داشتند گمارد. گرجی‌ها که در سرزمین خود در پرورش کرم ابریشم مهارت داشتند در فرح آباد بدین کار مشغول شدند
گرچه بسیاری از مهاجرین به سبب ناسازگاری آب و هوا تلف شدند اما پیترو دلاواله در زمان خود تعداد آن‌ها را چنین می‌نویسد: ۴۰٬۰۰۰ تن ارمنی، ۱۲٬۰۰۰ تن گرجی، ۷٬۰۰۰ تن یهودی و ۲۰٬۰۰۰ تن مسلمان.
به نظر می‌رسد این عده مهاجرین بر دین خود باقی ماندند و شاه آنان را مجبور به مسلمان شدن ننمود چرا که شاه عباس در سال ۱۰۲۸ ق تعدادی خوک برای مسیحیان فرح آباد و مازندران فرستاد تا آن‌ها را برای خوراک خود پرورش دهند.

## جمعیت
این شهر در دهستان فرح‌آباد شمالی قرار داشته و براساس آخرین سرشماری مرکز آمار ایران که در سال ۱۳۹۵ صورت گرفته، جمعیت آن ۳٬۲۲۱ نفر (۷۶۲خانوار) بوده‌است. مردم فرح‌آباد به گویش ساروی زبان مازندرانی گویش می‌کنند.

## موقعیت
فرح‌آباد امروزه شهری در مصب رودخانه تجن در کنار ساحل دریای مازندران است. شاه عباس صفوی بسیار مایل به آبادانی این بندر بود و بنا به روایات سرجان ملکم و مسیو ابت در همان‌جا فوت نمود. این بندر در طول دوره قاجار و تا دوره رضاشاه پهلوی همچنان به‌صورت جزئی مورد استفاده بوده‌است.

## آثار باستانی
امروزه از آثار دوران صفوی یک مسجد، حمام، بخشهایی از بازار و ستونهایی از یک پل باقی مانده‌است. همچنین دو برج دیده‌بانی هشت گوشه از دوره قاجار (سال ۱۸۵۶ میلادی) در بخش غربی رودخانه ساخته شده‌است.

## تخریب
فرح‌آباد بارها مورد هجوم ترکمانان قرارگرفته و این ابنیه حداقل یک بار به‌طور کامل دچار آتش‌سوزی شده‌است. در سال ۱۶۶۸ میلادی، ۶۰۰۰ کازاک روس با ۴۰ کشتی توپدار، ابتدا شهر رشت را چپاول نمودند و سپس به فرح آباد آمدند. ابتدا به مدت شش روز نقش تجار را بازی کردند و پول طلای فراوان در شهر خرج کردند و پس از آنکه اعتماد مردم شهر را بدست آوردند و در شهر پخش شدند، ناگهان دست به شمشیر برده و هرکس را که سر راه دیدند از دم تیغ گذراندند. حداقل ۵۰۰ نفر را کشتند، خانه‌ها را غارت کردند و با کشتیهای خود از ساحل دور شدند. مهمترین خسارت این حمله، نابودی کامل قصر شاه عباس بوده‌است. اهالی باقی‌مانده فردای آنروز به خیال اینکه کازاکها رفته‌اند به شهر بازگشتند و مشغول جمع‌آوری اثاثیه خود و اجساد کشته‌شدگانشان شدند؛ ولی کازاکها مجدداً حمله کرده و اینبار ۷۰۰ نفر دیگر را کشتند. گنجینه نفیس چینی‌های عتیقه و اشیاء مرجانی و ظروف کریستال باقی‌مانده در قصر را سرقت کرده و حوض زیبای یشم طلاکوب آنرا شکستند.

## وضع فعلی
امروزه بخش بزرگی از ساحل فرح‌آباد (منطقه تفریحی خزرآباد)، در تسخیر ادارات دولتی گوناگون است. بقایای شهر قدیم به وسعت ۳۰ تا چهل هکتار در منطقه پراکنده‌است که شناسایی دقیق آنها نیاز به عملیات حفاری دارد. از کاخ جهان‌نما یا همان قصر صفوی بقایای ناچیزی در قسمت شمالی مجموعه و غرب رود تجن قرار دارد. از پل آجری نیمه ویران هفت چشمه صفوی، قسمت اعظم تخریب و فقط چند چشمه و ستون باقیست. مسجد فرح آباد در سالهای دهه هفتاد بازسازی کامل شده‌است.